# 栗山浩一 (声優)
栗山 浩一（くりやま こういち、1969年11月3日 - ）は、日本の男性声優。アーティストスタッフカンパニー所属。茨城県出身。

## 人物
以前はぷろだくしょん★A組に所属していた。
趣味・特技は英会話。

## 出演

### テレビアニメ
1999年
- GTO（男子、生徒）

2000年
- 犬夜叉（蹴鞠の人々）
- 学校の怪談（テレビの声、作業員たち）
- ゲートキーパーズ（男子B、男子生徒A）

2001年
- ガイスターズ FRACTIONS OF THE EARTH（イオン）
- 超GALS!寿蘭（織田裕二郎 他）
- 破邪巨星Gダンガイオー（ミカヅチ）
- 魔法少女猫たると（アスパ、TVアナ、家臣、アナウンサー）

2002年
- 最終兵器彼女（兵士E）
- 十二国記（宿の若者）
- 東京ミュウミュウ（コーチ、作業員、悪い男、主将、ウェイター）
- 灰羽連盟（古着屋、パン屋従業員）
- りぜるまいん（犬吉、元気、教師、カップルの男、駅員、婚約者、兵士、少年A、アナウンス、男の子、福引の受付、タケル）

2003年
- GAD GUARD（男）
- ガンパレード・マーチ 〜新たなる行軍歌〜（遠坂圭吾）
- 探偵学園Q（獅子戸猛、警官、駅員、処理班隊長、Mr.タイガー）
- 鋼の錬金術師（男4、男C）
- BPS バトルプログラマーシラセ（TV野球アナ）
- ポケットモンスター アドバンスジェネレーション（アズマ）
- 円盤皇女ワるきゅーレ 十二月の夜想曲（キャスター、男C、男子生徒）

2004年
- サムライチャンプルー（松吉、若者、チンピラ）
- 月詠 -MOON PHASE-（客、編集者A、TVナレーション）
- BURN-UP SCRAMBLE（男B、カップル男1、警官B、乗客B、スカウト、スタッフ、二枚目A、若い男）
- BLEACH（パーマ）
- 魔法少女リリカルなのは（武装局員）
- 妄想代理人

2005年
- エレメンタル ジェレイド（バーマン、プレジャー、空族、小悪党）
- ケロロ軍曹（生徒）
- 魔法少女リリカルなのはA's（武装局員、オペレーターC）

2008年
- 隠の王（ボディガード）

2010年
- クレヨンしんちゃん（店員）
- スティッチ!（レミー）

2012年
- 戦姫絶唱シンフォギア（特殊部隊隊長）

### 劇場アニメ
- エクスドライバー the Movie（2002年）

### OVA
- サクラ大戦 轟華絢爛（1999年、通行人）
- 倒凶十将伝 封魔五行伝承（2001年、黒沼）
- 高校鉄拳伝タフ（2002年、船田、秘書）
- ナースウィッチ小麦ちゃんマジカルて（2002年、Gプロデューサー）
- きらめき☆プロジェクト（2005年 - 2006年、オニキス）
- 円盤皇女ワるきゅーレ 星霊節の花嫁（2005年、男子生徒、海賊）

### Webアニメ
- 魔法遊戯（2001年）

### ゲーム
- 精霊召喚 〜プリンセス オブ ダークネス〜（1998年）
- 70年代風ロボットアニメ ゲッP-X（1999年、バイラ）
- 鎖と愛と悦楽を（2003年、柳瀬真治）
- ドラッグオンドラグーン（2003年、サラマンダー）
- ドーリィナイト（2004年、タスク・心・シンエイ）
- ぬいぐるまー（2004年、KENT）
- North Wind（2004年、沖田玲二）
- -流寓街夢- ガラスの中の翼（2004年、ノウ）
- 戦火 -IKUSABI-（2005年、酒呑童子、朔耶、我王丸）
- North Wind 〜永遠の約束〜（2005年、沖田玲二）
- 義経英雄伝（2005年、那須与一）
- 龍が如く（2005年）
- -流寓街夢- 君に至るコトノハ（2006年、ノウ）
- 機動戦士ガンダム ギレンの野望 アクシズの脅威（2008年、ティターンズ秘書、アクシズ将校）

### ドラマCD
- スターオーシャン セカンドストーリー 深き夜の王（ウルルン、船員）
- スターオーシャン セカンドストーリー 約束の小さな瞳（ウルルン）
- Ru/Li/Lu/Ra〜戦場シリーズ1〜アリシア編（キム）

### BLCD
- あつまれ!学園天国（江端泰広）
- あほもシリーズ「もっそれ」（毛根C）
- 可愛気。（男）
- 好きじゃないけど愛してる（委員長）
- ブルーな子猫（団員）
  - 紳士は夜に求愛する（フロントマン、弟子A）
  - 紳士は甘く略奪する（友人1）
- FLESH&BLOODシリーズ（ユアン）
- ロマネスクバリエ 〜伝奇的変奏曲〜（警察署員）
- 浪漫狩り（団員、作業員、軍人）
- 我らの水はどこにある（運転手）

### 吹き替え

#### 映画
- あなたになら言える秘密のこと
- イン・グッド・カンパニー
- ウォーク・ザ・ライン/君につづく道 ※機内版
- 宇宙戦争
- 華氏451
- ガルフ・ウォー
- キンキーブーツ
- グレン・ミラー物語 ※テレビ東京版
- サウンド・オブ・サイレンス
- 13サーティーン みんなの幸せ（チャソル）
- ジュマンジ（ケイレブ）※新盤DVD・BD版
- ダンディー少佐（ティム）
- 地獄のヒーロー ザ・プレジデント・マン
- バービー・アズ・ラプンツェル
- 花都大戦 ツインズ・エフェクトII
- フォレスト・オブ・ザ・デッド（カーター）
- フレイルティー 妄執
- マラソン（ジュンウォン）
- マレーサ（サーザ）
- マレーナ
- ユリョン
- ワールド・ウォー3
- ワンナイト・イン・モンコック（ファン）

#### ドラマ
- 1%の奇跡（チュニョン）
- エイリアス2
- 恋するマンハッタン
- 天国の階段（少年時代のソンジュ）
- 初恋（少年時代のチャニョク）
- 春のワルツ（パク・サンウ）
- バンド・オブ・ブラザース（ティッパー）
- 冬のソナタ
- ペンサコーラ
- ホミサイド/殺人捜査課

#### アニメ
- X-MEN（少年サイクロップス）
- スーパーマン リターンズ特別編（ブラッド）
- チャーリーズ・エンジェル フルスロットル（マックス〈シャイア・ラブーフ〉）※テレビ朝日版
- ダンディー少佐（ティム）

### ナレーション
- クリスタルジェミー
- タカラ おはなし先生セサミストリート
- 日野自動車
- NOVAオトナ語の謎（足立）